# 阿尔乔姆·博罗维克
阿尔乔姆·根里霍维奇·博罗维克 （俄语：  ; 1960年9月13日－2000年3月9日）是俄罗斯调查记者和媒体大亨。  他是苏联记者海因里希·博罗维克的儿子，后者曾在美国担任驻外记者多年

## 新闻报道

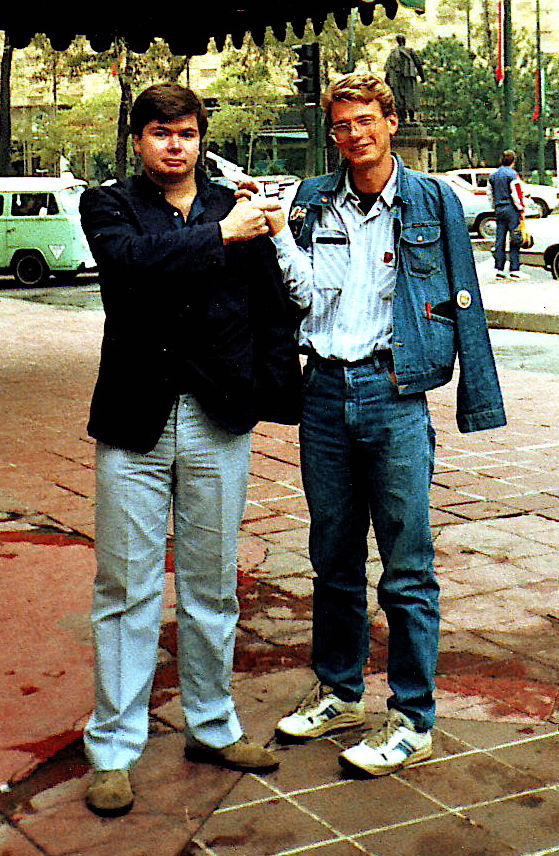
阿尔乔姆·博罗维克和叶夫根尼·多多列夫在墨西哥，1989

博罗维克于1980年代后期首次出现在苏联电视上，他是高度进步和成功的电视节目Vzglyad （字面意思是The View或The Look ）的主持人之一，这是一个每周有多达1亿人观看的讽刺电视节目。 其他主持人包括Vladislav Listyev 、 Alexander Lyubimov和Alexander Politkovsky 。
博罗维克是苏联在公开化初期的调查性新闻先驱。他在 1990 年代为美国CBS节目《60 分钟》工作，并开始出版自己的月度调查报纸《最高机密》 ，后来发展成为一家涉及图书出版和电视制作的大众媒体公司。 1999 年，Borovik 与美国新闻与世界报道合作启动了一项名为Versia 的调查计划。
他的电视节目《最高机密》经常关注涉及俄罗斯政治和经济精英的腐败案件。该节目以及同名的印刷出版物以及另一份印刷出版物Versia公开批评了弗拉基米尔·普京。博罗维克还反对第一次和第二次车臣战争。他的最后一项调查是关于1999年的俄罗斯公寓爆炸案，他和其他人声称这起事件实际上是由俄罗斯联邦安全局精心策划的。 在他最后的一篇文章中，他引用了普京的话，普京说：“影响人们的方式有三种：敲诈、伏特加和死亡威胁”。 这引述来自德国明镜周刊和亮点周刊杂志。

## 去世
2000年3月9日，博罗维克在谢列梅捷沃国际机场的一次飞机失事中丧生。 他当时乘坐由车臣石油工业高管Ziya Bazhayev包机飞往基辅的一架雅克-40。机上所有九人，包括五名机组人员，都在坠机事故中丧生 。飞机原订于2000年3月9日早上8:00起飞；然而，由于博罗维克计划的航班延误，巴扎耶夫向博罗维克提供了他飞机上的一个座位。
根据国际航空委员会对坠机事件的官方调查，当时虽然飞机外部的积雪已被清除，但并未使用除冰液。当时机组人员未获得许可就进入滑行道，且在结冰的条件下以60km/h的过高速度滑行，机组还在未对正跑道之前就报告已准备好起飞，襟翼被设置为11度，而不是所需的20度。飞机在滑跑中达到了165km/h的速度，当机组人员开始抬轮时，飞机达到13度迎角，并在离地面8-10米处失速，向左滚动并以60-65度的倾斜角撞击地面并坠毁。
根据历史学家Yuri Felshtinsky和政治学家Vladimir Pribylovsky 的说法，博罗维克的死可能与他在3月26日举行的总统选举之前发表的有关弗拉基米尔普京的文章有关。 他本预定在三天后公布关于普京童年的材料，他当时研究了维拉·普京娜的说法。除此之外，他当时还在对1999年的莫斯科公寓爆炸案进行调查。

## 阿尔乔姆博罗维克奖
Artyom Borovik 奖“表彰在俄罗斯媒体独立新闻和调查新闻领域的杰出创造性成就”，由一家以 Artyom Borovik 命名并由Genrikh Borovik领导的慈善组织设立。 2001年9月13日，第一批获奖者名单揭晓。 

### 获奖者
2001 年：安娜·波利特科夫斯卡娅
2002：罗曼·古萨罗夫
2007：玛丽安娜·马克西莫夫斯卡娅
2008：阿列克谢·韦涅迪克托夫 
2010：亚历山大·卡门
2012：Roman Anin

## 著作
博罗维克出版了几本关于苏阿战争的书，包括《隐藏的战争》 。
- 阿尔乔姆·博罗维克。美国军队中的俄罗斯人。 Hippocrene Books, Inc. 1990。ISBN 0-87052-627-8
- 阿尔乔姆·博罗维克。隐藏的战争：一位俄罗斯记者对苏联在阿富汗战争的记述。格罗夫/大西洋公司，1992 年。ISBN 0-87113-283-4书号 0-87113-283-4